# محمود متولي
محمود المتولي لاعب كرة قدم مصري، من ناشئي النادي الإسماعيلي المصري، ويلعب حاليًا لصالح نادي الإتحاد السكندري في مركز الدفاع.

## مسيرته الكروية

### مع الأندية
في سنة 2002 انضم إلى ناشئي الإسماعيلي (وعمره 9 سنوات) وكان عليه انطباع جيد وقال عنه الكابتن علي أبو جريشة أن عنده "عقلية كورة"، وحقق مع الناشئين بعض البطولات، وشارك لأول مرة مع الفريق الأول في الدوري الممتاز في 13 أبريل 2013 أمام طلائع الجيش، وشارك أيضًا مع الفريق في بطولة الكونفدرالية 2013.

### مع منتخبات الشباب
لعب لمنتخب مصر للشباب تحت قيادة الكابتن ربيع ياسين وحقق معه بطوله أفريقيا سنة 2013 وكان يلعب كليبرو.

## إحصائيات مشاركاته
آخر تحديث في 14 مايو 2018

### مع الأندية
| الفريق     | الموسم    | الدوري  | الدوري | الكأس   | الكأس | البطولات القارية | البطولات القارية | بطولات أخرى | بطولات أخرى | الإجمالي | الإجمالي |
| الفريق     | الموسم    | مشاركات | أهداف  | مشاركات | أهداف | مشاركات          | أهداف            | مشاركات     | أهداف       | مشاركات  | أهداف    |
| ---------- | --------- | ------- | ------ | ------- | ----- | ---------------- | ---------------- | ----------- | ----------- | -------- | -------- |
| الإسماعيلي | 2012–2013 | 6       | 0      | 3       | 0     | 3                | 0                | —           | —           | 12       | 0        |
| الإسماعيلي | 2013–2014 | 9       | 0      | 1       | 0     | 2                | 0                | —           | —           | 12       | 0        |
| الإسماعيلي | 2014–2015 | 18      | 0      | 1       | 0     | —                | —                | 2 [1]       | 0           | 21       | 0        |
| الإسماعيلي | 2015–2016 | 17      | 0      | 1       | 0     | —                | —                | —           | —           | 18       | 0        |
| الإسماعيلي | 2016–2017 | 30      | 6      | 2       | 0     | —                | —                | —           | —           | 32       | 6        |
| الإسماعيلي | 2017–2018 | 28      | 5      | 3       | 1     | —                | —                | —           | —           | 31       | 6        |
| الإسماعيلي | الإجمالي  | 108     | 11     | 11      | 1     | 5                | 0                | 2           | 0           | 126      | 12       |

## روابط خارجية
- محمود متولي على موقع أرشيف الشارخ.
- محمود متولي على موقع ناشيونال فوتبول تيمز (الإنجليزية)
- محمود متولي على موقع Soccerway.com (الإنجليزية)
- محمود متولي على موقع عالم كرة القدم.نت (الإنجليزية)